# Milà-Sanremo 1920
La Milà-Sanremo 1920 fou la 13a edició de la Milà-Sanremo. La cursa es disputà el 25 de març de 1920, sent el vencedor final l'italià Gaetano Belloni, que d'aquesta manera es convertia en el primer ciclista en aconseguit dues victòries en aquesta cursa.
45 ciclistes hi van prendre part, acabant la cursa 23 d'ells.

## Classificació final
|    | Ciclista            | Equip           | Temps      |
| -- | ------------------- | --------------- | ---------- |
| 1  | Gaetano Belloni     | Bianchi-Pirelli | 9h 27' 00" |
| 2  | Henri Pélissier     | JB Louvet       | m. t.      |
| 3  | Costante Girardengo | Stucchi         | m. t.      |
| 4  | Giuseppe Azzini     | Bianchi-Pirelli | m. t.      |
| 5  | Giovanni Brunero    | Legnano-Pirelli | m. t.      |
| 6  | Louis Luguet        | Bianchi-Pirelli | + 15' 00"  |
| 7  | Francis Pelissier   | JB Louvet       | m. t.      |
| 8  | Ugo Agostoni        | Bianchi-Pirelli | + 26' 30"  |
| 9  | Alfredo Sivocci     | Legnano-Pirelli | + 34' 00"  |
| 10 | Jean Alavoine       | Peugeot         | + 41' 00"  |